# Vi drar vidare
Vi drar vidare är ett musikalbum från 1978 med den svenska rockgruppen Kebnekajse.
Inspelningen gjordes 1978 av Pontus Olsson, Ställverket, på Studio Decibel i Stockholm. Skivnumret är Mercury Records 6363 015.

## Låtlista

### Sida 1
1. Friheten (text & musik: Mats Glenngård, 6:19)
2. Prelud (musik: Thomas Netzler, 1:27)
3. Jakten på Vivaldi (musik: Mats Glenngård, 5:29)
4. Attitydfasader (text: Per Holm, musik: Mats Glenngård, 2:13)
5. Oändliga möjlighet (text & musik: Mats Glenngård, 5:52)

### Sida 2
1. Klubban (musik: Mats Glenngård, 2:28)
2. Stigfinnaren (Rädda Roslagsbanan) (text & musik: Per Holm, 4:52)
3. Ur gropen i hålet (musik: Per Lejring, 1:01)
4. Jag väver av toner (text: Thomas Netzler, musik: Mats Glenngård, 5:59)
5. Stupet (musik: Mats Glenngård, 3:56)
6. 7:an (musik: Mats Glenngård, 1:15)

## Medverkande musiker
- Hassan Bah, congas, timbales, percussion
- Mats Glenngård, sång, violin, gitarrer
- Pelle Holm, sång, trummor
- Per Lejring, piano, elpiano, orgel, moog, sång
- Thomas Netzler, sång, bas, taurus